# Baltasar Avellà
Baltasar Avellà (Catalunya, segle XVI) va ser un prevere, impressor, beneficiat de Cervera. A la seva impremta, situada a la ciutat de Girona, hi va imprimir el 1501 les Cobles al Senyor Déu e la seva beneyta Mare de Bernat Estrús i el 1502 una passió en llatí.